# Неруш
Неруш — белорусская компания. Полное наименование — Эколого-краеведческое общественное объединение «Неруш». Офис объединения расположен в Барановичи.

## История
ЭКОО «Неруш» основано в 1997 году. Ранее называлась «Молодёжный экологический клуб г. Барановичи» (1997), Центр экологических и социальных исследований «Неруш-Центр» (1998—2001). Зарегистрировано Главным управлением юстиции Брестского областного исполнительного комитета.
Входит в Коалицию Чистая Балтика (с мая 2018 г.).
22 мая 2022 года Общее собрание «Неруша» приняло решение о ликвидации объединения. 28 декабря 2022 года ЭКОО «Неруш» ликвидировано.

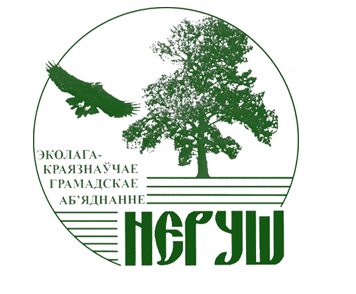
Зарегистрированная эмблема объединения

## Собственники и руководство
До 2023 года: председатель — Владимир Зуев, члены Совета — Олег Пономарев, Ольга Майсюк. Главный бухгалтер -Наталья Груша. Председатель ревизионной комиссии — Надежда Галабурда.

## Деятельность
— содействие в изучении состояния окружающей природной среды;
— проведение краеведческих исследований;
— популяризация экологических и краеведческих знаний;
— пропаганда экологоправовых знаний.

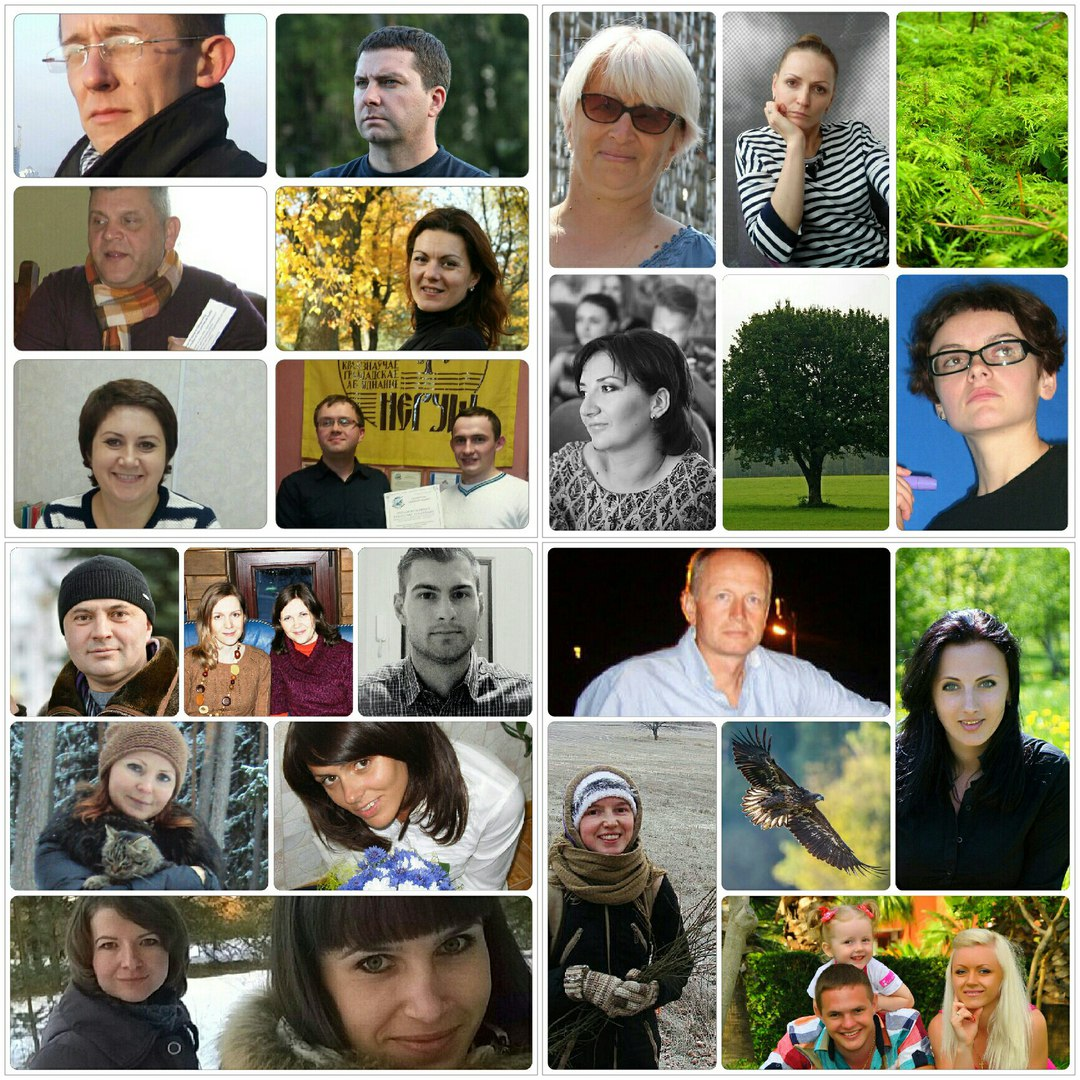
Члены объединения Неруш

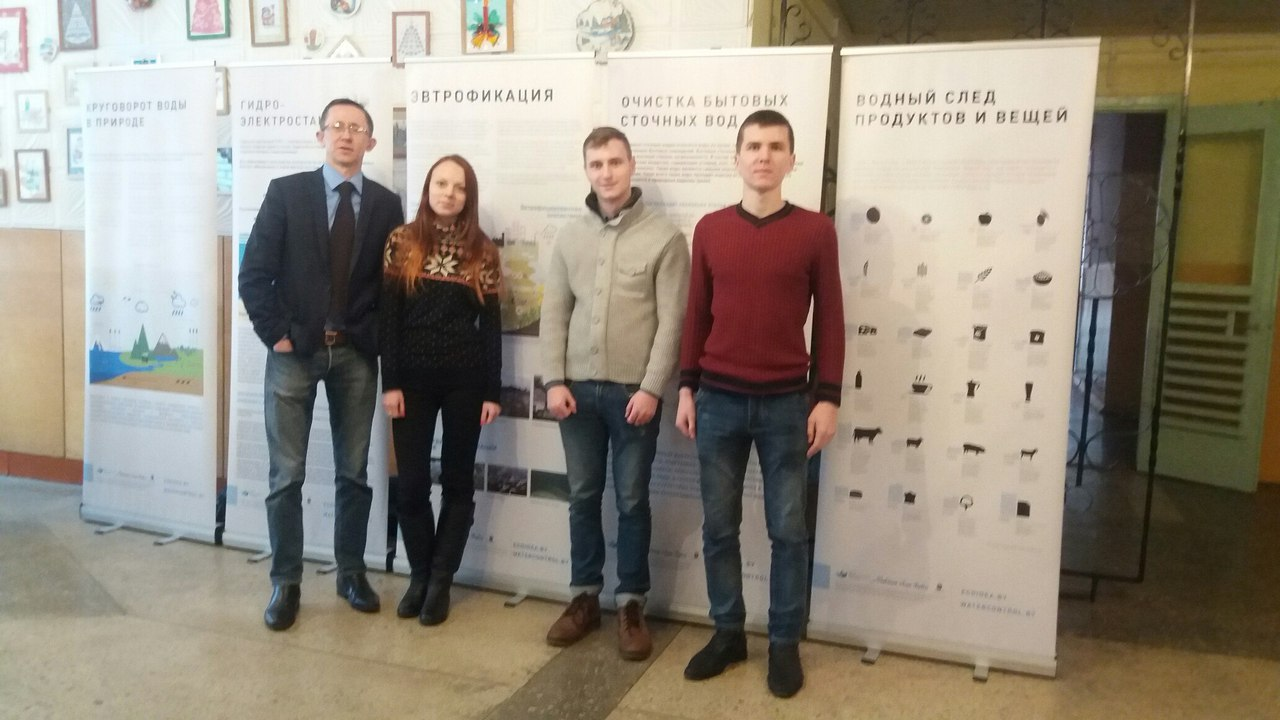
В.Зуев и волонтеры объединения на фестивале «Живая вода» в г. Вилейка 17 февраля 2017 года

Объединение реализует следующие программы и проекты:
— Издание экологического бюллетеня «Неруш». Тематика — вопросы экологии, охраны природы, экологического образования. На русском и белорусском языках. Выходит с марта 1996 года.

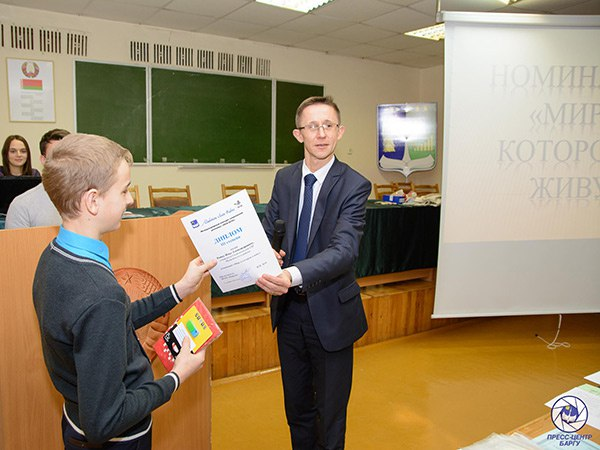
Вручение наград участникам конкурса ОСА-2016

— Издание исторического бюллетеня «Альтанка». Выходит с января 1999 года.
— Экологическая Библиотека. Основа заложена в рамках проекта «Зелёная Школа» (1999, финансирование MATRA-KAP). Работает с 1999 года. В настоящее время насчитывает более 500 экземпляров книг экологической, природоохранной, социально-гуманитарной тематики.

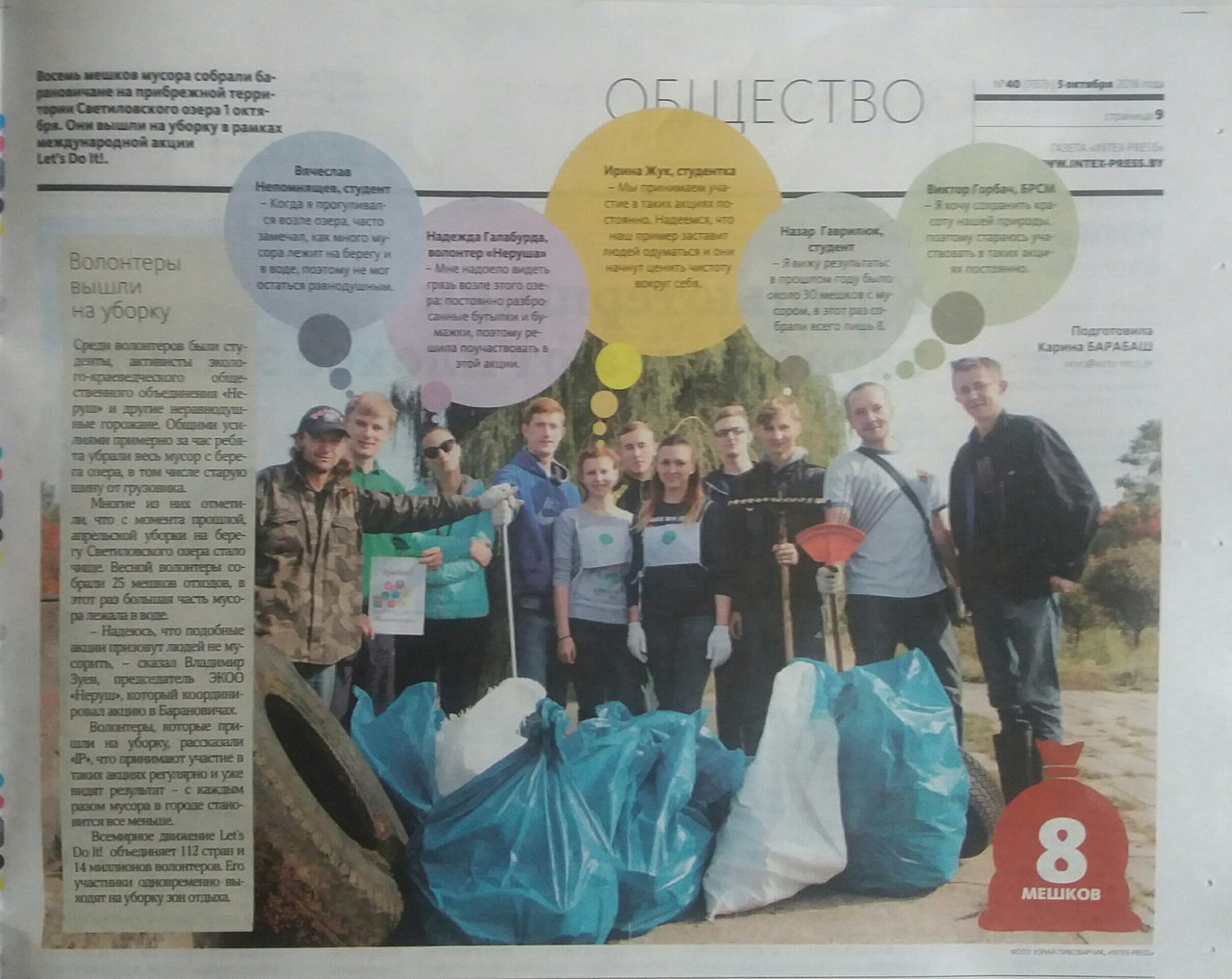
Копия газеты Интекс-пресс

— Видеотека Экологических Фильмов. Основа заложена в рамках программы TACIS «Повышение информированности населения о проблемах окружающей среды» в 1998—1999 годах.
— Программа содействия развитию экотуризма в Барановичском районе (с 1998 года) включает изучение природного и культурно-исторического наследия Барановичского района: проведение экскурсий, экспедиций, выпуск путеводителей.

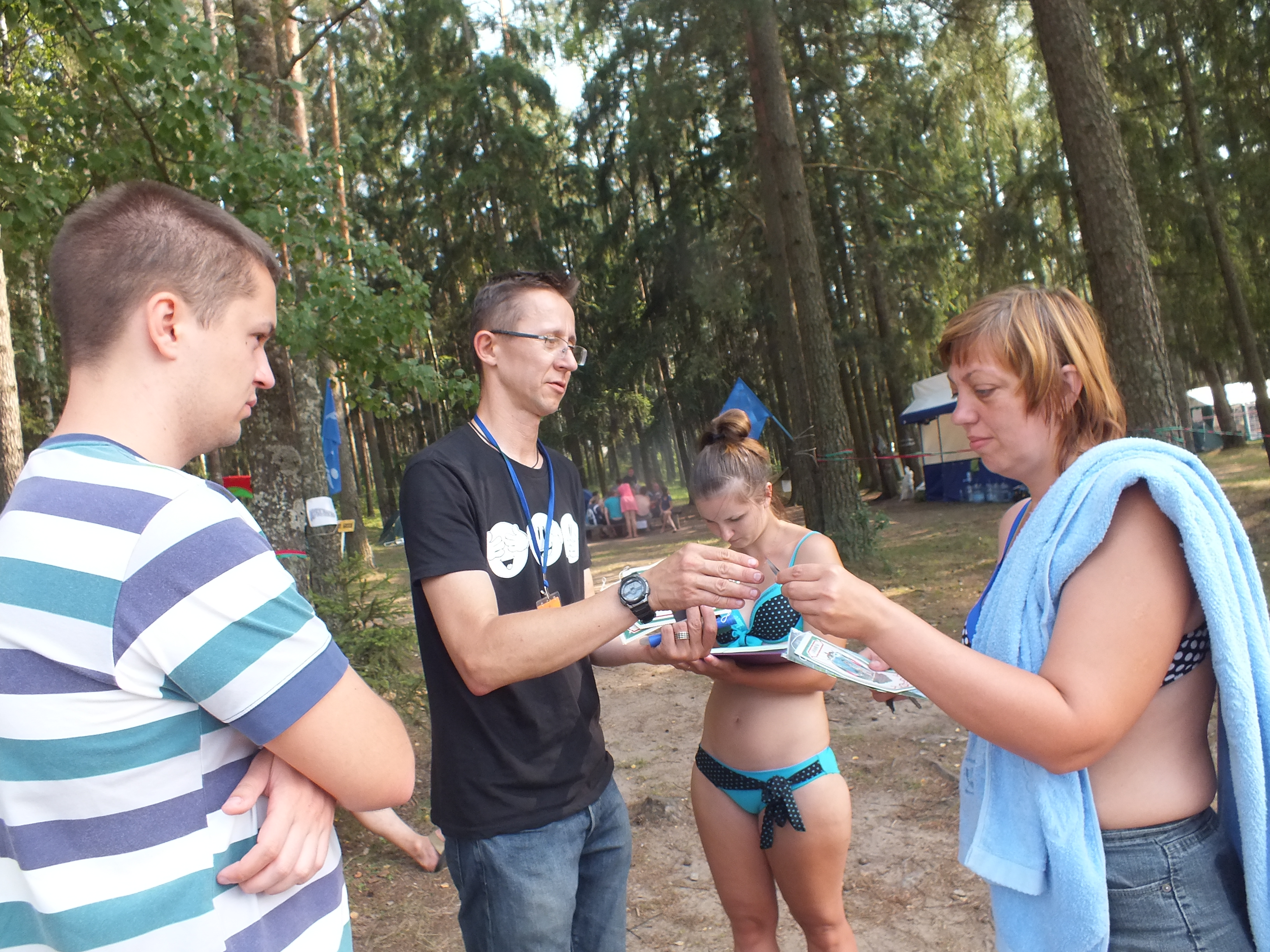
Проводилась во время Городского турслета на вдхр. Гать

— С 24 октября 2008 года по 20 апреля 2009 года реализовывался проект «Экологический туризм в Барановичском районе: разработка концепции развития экологического туризма в Барановичском районе Брестской области через межсекторальное развитие» (финансирование представительства ИСАР, Инк. в Минске). Проведена экотуристическая паспортизация сельсоветов Барановичского района.
— Проект «Старинные парки Барановичского района. Душа природы и народа» (с 2000 года). Были изучены старинные (мемориальные) парки Барановичского района в дер. Железница, Бол. Своротва, Ясенец, которые не имеют охранного статуса. Проект поддерживался в 2003 году представительством ISAR, Inc.
— Проект «Чистая Щара» по созданию сети общественного мониторинга бассейна реки Щара и проведению комплексных исследований состояния речного бассейна. С 2000 года. Однократно финансировался в 2000 году представительством ISAR, Inc. В рамках проекта проведён при участии школьных групп мониторинг в пяти пунктах долины реки Щара в Барановиском и Ляховичском районе, методический семинар для учителей, выпущено методическое пособие «Мониторинг пойменных биогеоценозов малых рек» (авторы — В. Н. Зуев, А. Г. Рындевич, С. К. Рындевич). В настоящее время продолжается как волонтерский проект. В 2006 году подготовлено пособие «Исследование и охрана водных объектов», карта-схема водных объектов Барановичского района.

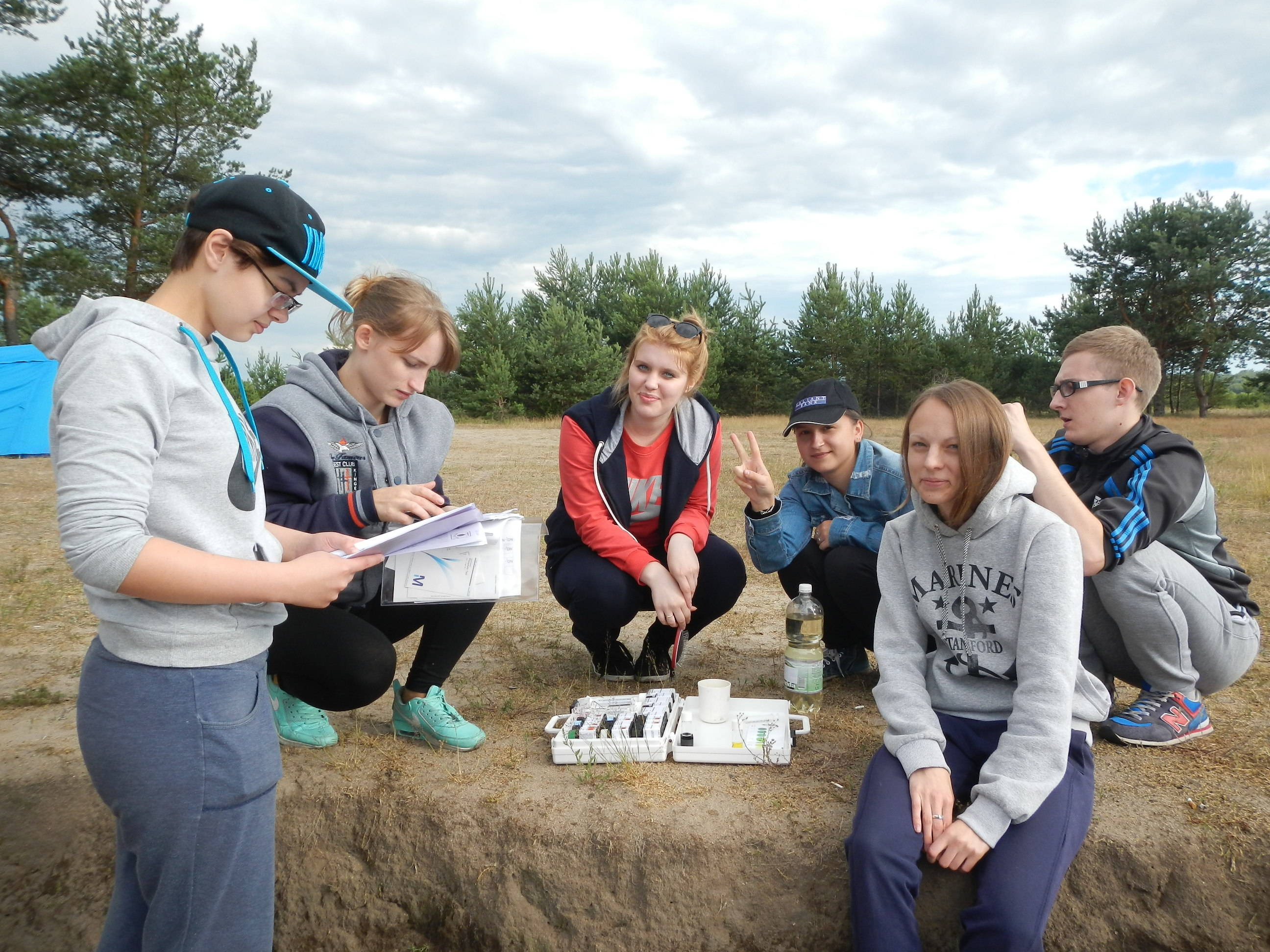
Гидрохимический анализ речной воды

— Проект «Чистый лес» по выявлению и ликвидации диких свалок, по сбору вторсырья и популяризации сбора вторсырья. В 2002 году. В проекте активно работали учащиеся городского Экоцентра учащихся.

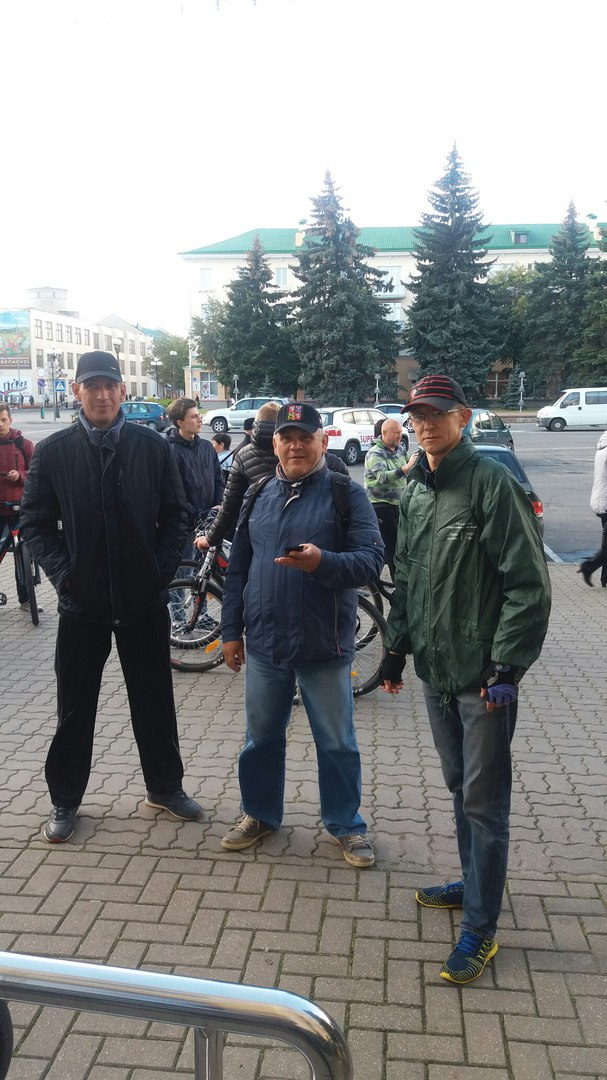
Участники Велопробега в День без автомобиля

— ЭкоСалон — проведение ежемесячных заседаний общественного экологического клуба на различные экологические темы (напр., «Орхусская Конвенция», «ГМО»).

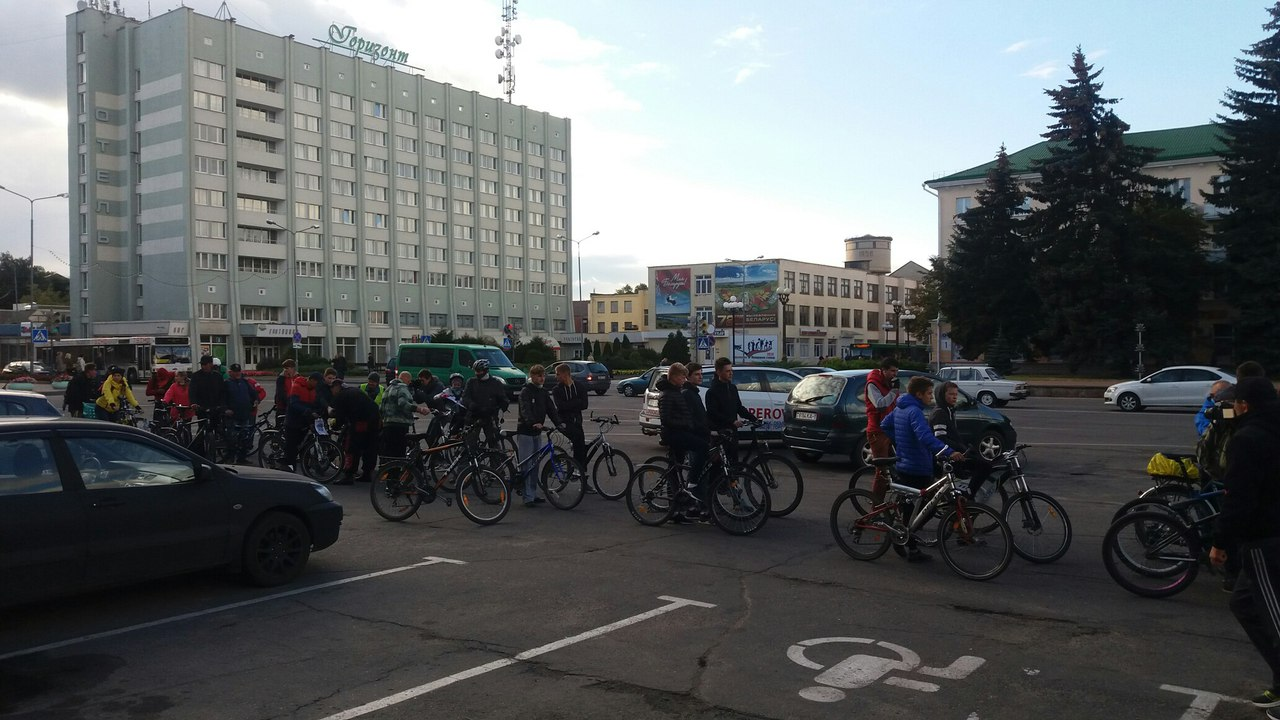
Участники велопробега

— Конкурс-акция «Поможем птицам!» по организации зимней подкормки птиц. Проводится в январе-феврале.

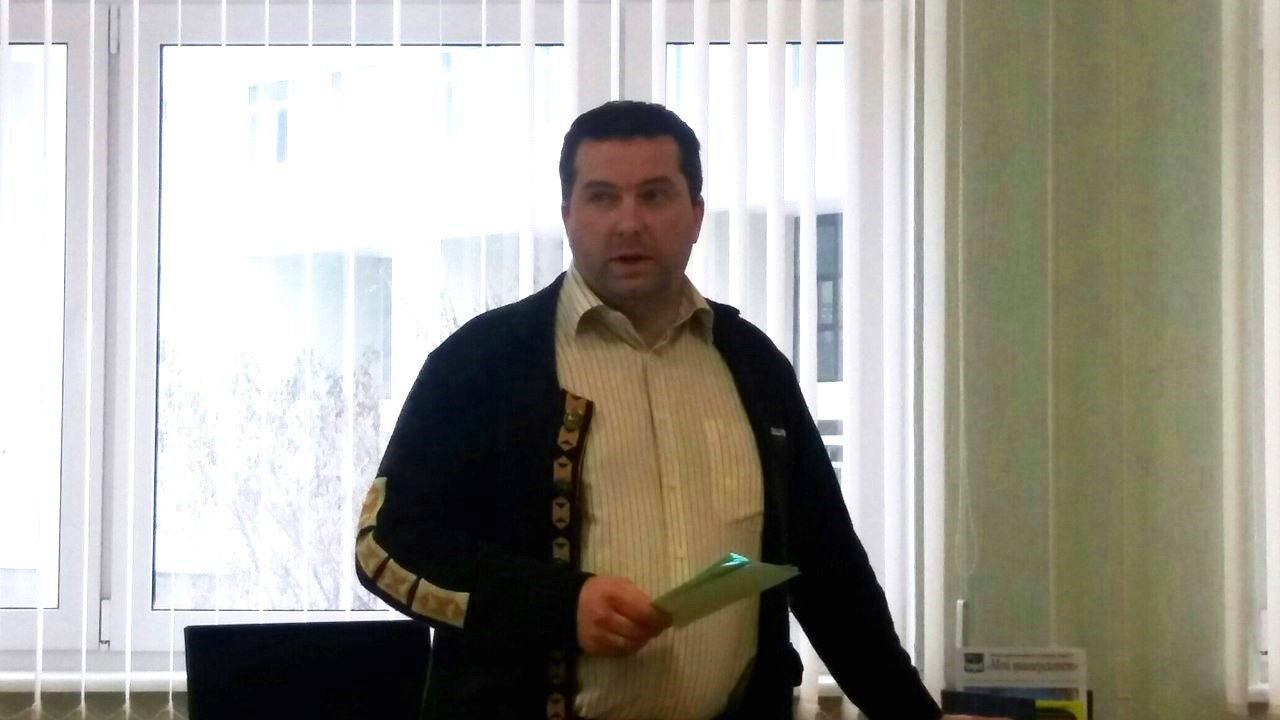
Евгений Калач проводит семинар в рамках проекта «Экоконсумеризм»

— Акция «Чыста хата- чыста Беларусь» в рамках глобальной кампании «Очистим Землю». Проводится в каждые третьи выходные сентября. Проведение акции в Беларуси инициировано через партнёрскую организацию — Фонд «Наша Земля» (Варшава, Польша)

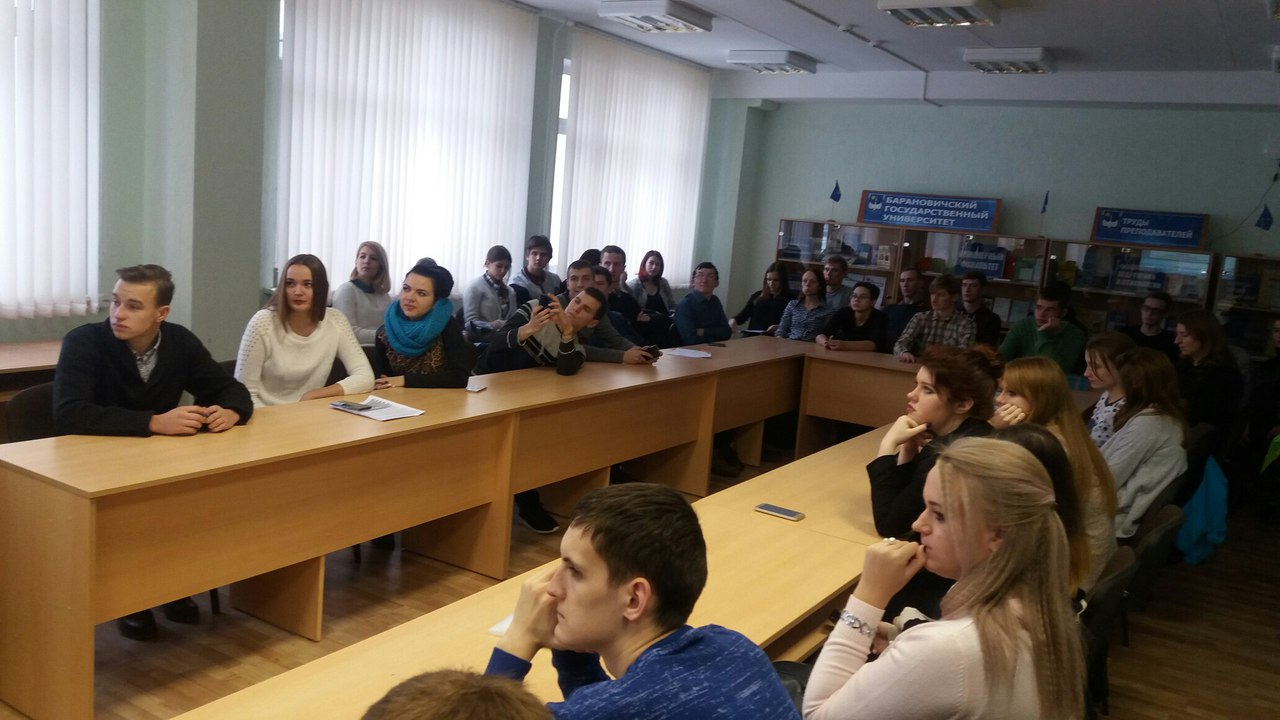
Участники семинара, посвященного экоконсумеризму

— Проект «МышанкаTeam» в рамках белорусско-голландской программы «Экология и здоровье», 2006 год. Целью проекта является популяризация идей устойчивого развития для сельских территорий Барановичского района, определение индикаторов устойчивого развития для региона, вовлечение населения в природоохранные и экологические программы. Был осуществлён экологический скрининг бассейна реки Мышанка, проведены акции по охране реки и её притоков, работал экологический информационный центр, проведен молодёжный экологический лагерь YouthGreenCamp, подготовлена фотовыставка «Мой родной край» (в настоящее время экспонируется в БарГУ).

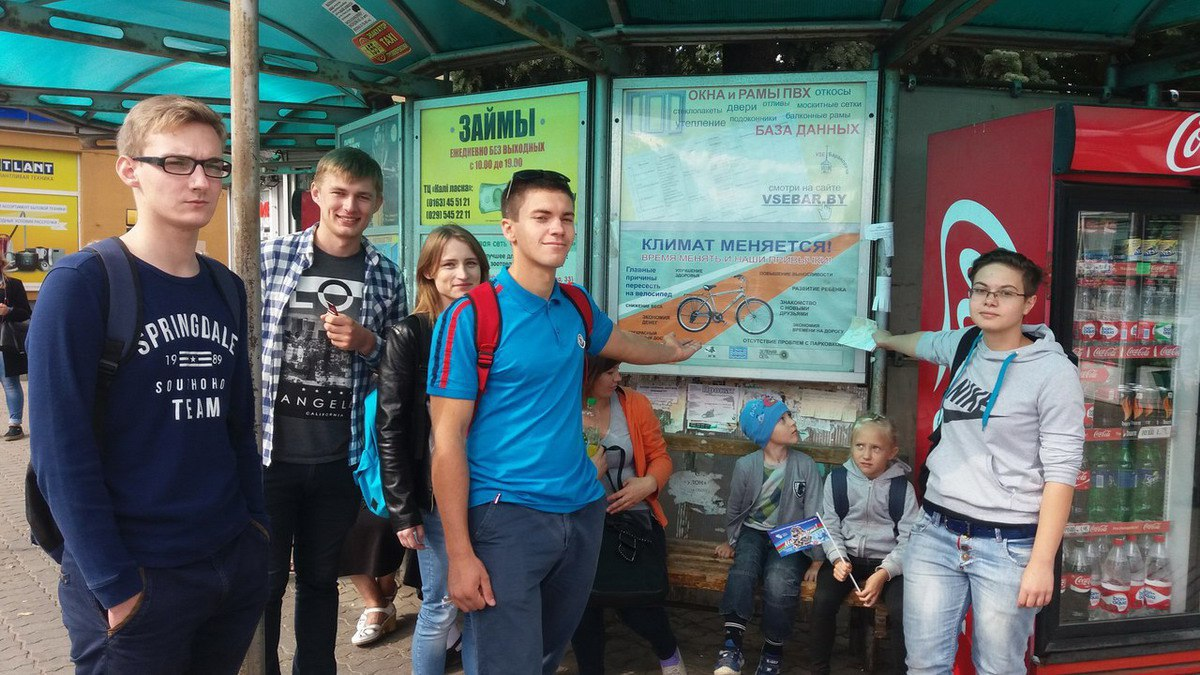
Квест-игра «Климат, останься!»

— 16 февраля 2009 года началась реализация проекта «Создание информационного центра для общественности по вопросам развития агроэкотуризма и решению региональных эколого-экономических проблем в Барановичском районе», осуществлялся по 20 июля 2009 года. Финансовая поддержка данного проекта была осуществлена Фондом Евразия за счёт средств, предоставленных Агентством США по Международному Развитию (USAID) в рамках программы малых грантов некоммерческой корпорации «ISAR, Inc.» (США) в Республике Беларусь. Проект был направлен на обеспечение устойчивого развития сельских территорий Барановичского района Брестской области через содействие развитию агроэкотуризма.
— 3-4 апреля 2009 года прошла Первая международная научно-практическая конференция «Эко- и агротуризм: перспективы развития на локальных территориях». Её организаторами вместе с ЭКОО «Неруш» выступили Учреждение образования «Барановичский государственный университет», Барановичская горрайинспекция природных ресурсов и охраны окружающей среды, отдел по физической культуре, спорту и туризму Барановичского городского исполнительного комитета, отдел по физической культуре, спорту и туризму Барановичского районного исполнительного комитета. В работе конференции приняли участие более 120 человек.
— 18 июля 2009 года состоялся Первый Открытый Региональный Фестиваль агроэкотуризма «Кузевичи-2009». Место проведения: Крестьянское (фермерское) хозяйство «Панские пруды», д. Кузевичи Барановичский района. В рамках Фестиваля прошла презентация туристических возможностей Барановичского региона, мастер-классы традиционных ремёсел, выставка продукции из природных материалов, представление рыцарского клуба, концертная программа и многое другое.
В июле 2010 года состоялся Второй фестиваль «Кузевичи-2010».
— C 1 сентября 2009 г. по 28 февраля 2011 года реализовывался проект «Устойчивое потребление для улучшения качества жизни». Цели проекта: повысить уровень осведомлённости белорусских граждан в вопросах устойчивого производства и потребления и последствиях их потребительского выбора; увеличить на рынке число экологически безвредно произведённых товаров и продуктов, а также разработать хорошие этикетки, которые позволят потребителям легко узнавать эту продукцию; повысить интерес розничной торговли и производителей к торговле продукцией устойчивого потребления; внедрить результаты проекта в местные партнёрские организации. Партнёрами в этом проекта (финансирование MATRA) выступают Milieukontakt International, МОО «Экопроект Партнерство», МОО «Экосфера», Гомельская ассоциация молодёжи «АСДЕМО» ; ОО «Лига докторов» (г. Могилев), Брестская областная экологическая организация «Зелёный край», ЭКОО «Неруш», Могилевская городская эколого-просветительская организация «ЭНДО» и ОО «Белорусское общество защиты потребителей».
— Май-декабрь 2010 года — проект «Молодёжь и экологический туризм: белорусско-польское взаимодействие» при финансировании Программы Малых Грантов Посольства США. В ходе проекта проведены занятия Школы Экогидов (тренеры В.Зуев, С. Рындевич, Д. Лундышев, А. Романив, консультант В. В. Рудский), подготовлены и изданы путеводители «На берегах Сервечи» (на русском и английском языках, 700 экземпляров) и «Камни и озера белорусско-литовского пограничья. Щучинский район» (на польском языке, 600 экз.)
— В июне-декабре 2010 года реализован проект «Сотрудничество для трансграничного обмена в области природного туризма между Латвией, Польшей и Беларусью» совместно с Обществом для Природы и Человека (Люблин, Польша) и Латвийским фондом охраны природы (Рига, Латвия). Проект предусматривал изучение опыта развития эко-и агротуризма в Латвии и Польше, а также организацию фотовыставки «Природа Польши, Латвии и Беларуси».
— В 2016-2018гг реализуется проект «Предотвращение загрязнения природных водоемов через просвещение общественности и специалистов».
— В феврале-апреле 2011 года совместно с Барановичским государственным университетом проведён конкурс детского рисунка «Много стран — один мир».
— С июня 2011 года до февряля 2012 года реализован проект «Делай дело — живи смело. Через общественную активность — к качеству и безопасности окружающей среды» при поддержке Программы Малых Грантов Посольства США. 18 июля 2011 г. в рамках проекта проведена первая акция в урочище Гай на окраине г. Барановичи

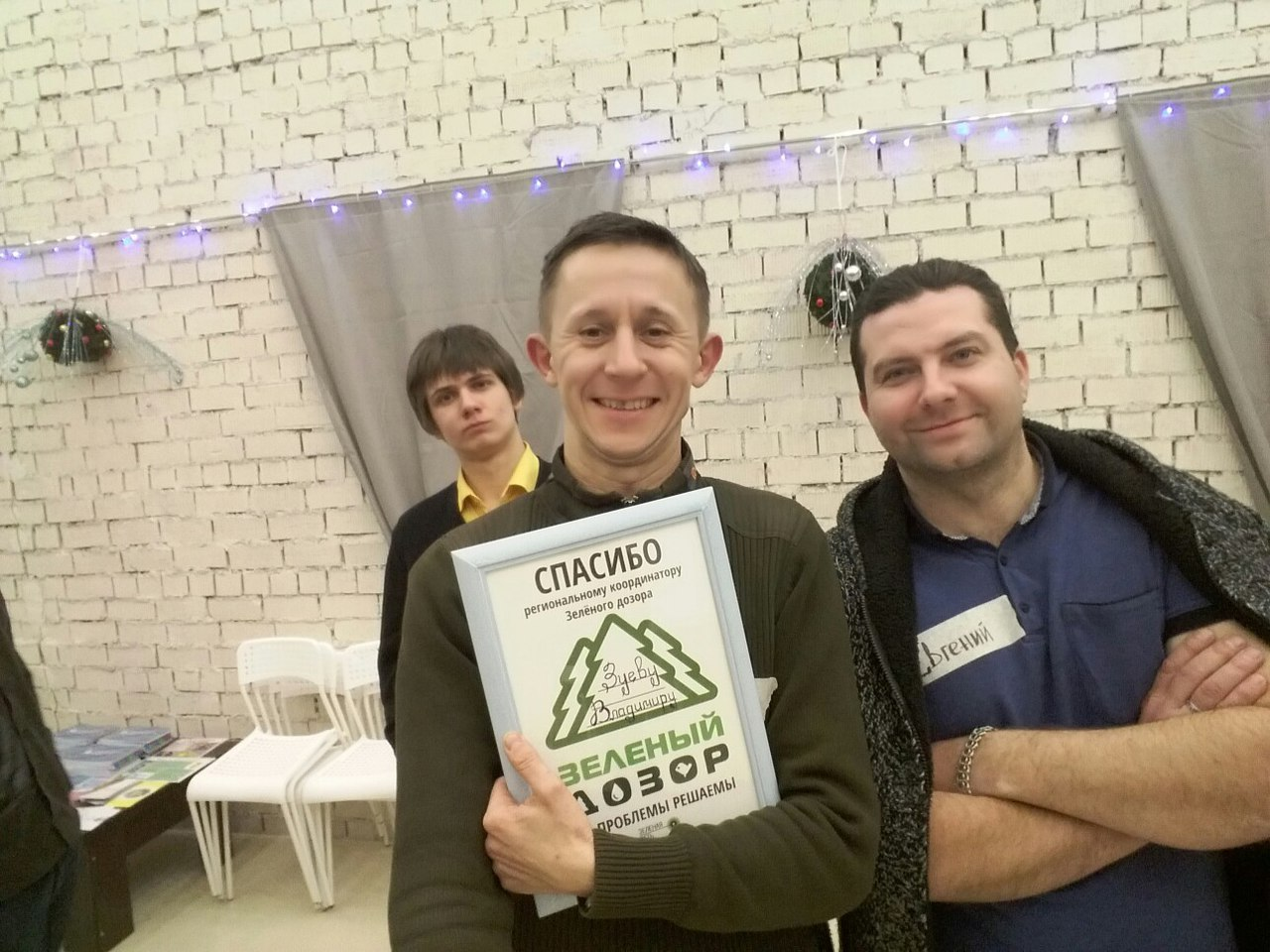
Итоговая конференция Программы Зелёный Дозор

— 5 ноября 2012 года проведена Первая Международная научно-практическая конференция " Барановичские краеведческие чтения ", посвященная 15-летию объединения, 4 ноября 2017 — Вторая.
— В рамках программы SECTOR Регионального Экологического Центра создан интерактивный комплекс «Зеленые Шаги»
— 25 октября 2015 г. ЭКОО «Неруша» выступило вместе с Барановичским райисполкомом организатором остановки «Экспресс-ООН» в Барановичах. Цель поезда «Экспресс ООН-70» заключается не только в ознаменовании 70-летия самой организации, но и в пропаганде новых целей устойчивого развития, принятых на недавней сессии Генеральной ассамблеи Организации Объединённых Наций. По пути из Гродно в Брест участники инициативы сделали остановку в нашем городе, откуда направились в музей-усадьбу всемирно известного поэта Адама Мицкевича в деревне Заосье. В ходе посещения музея-усадьбы состоялась также презентация туристической дестинации «Зеленое кольцо Барановичей». Стоит отметить, что этот проект был инициирован несколько лет назад барановичским эколого-краеведческим общественным объединением «Неруш». Реализовывался проект в рамках Программы развития ООН «Местное предпринимательство и экологическое развитие».
— Ежегодно объединение организует акцию «Час Земли», «Зробім! (Let’s Do It!)»

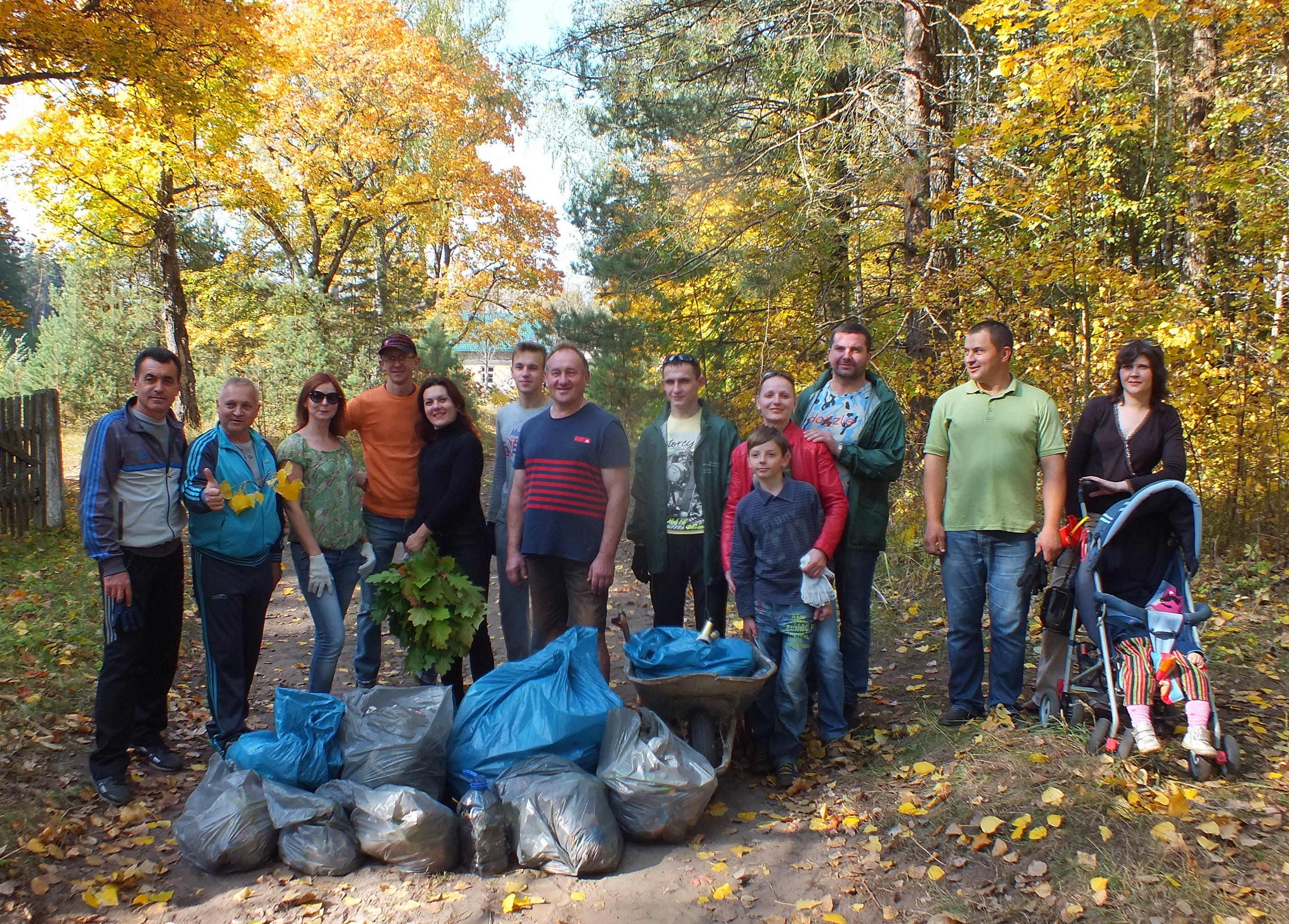
Вместе собрались по окончании акции

— В сентябре 2016 года объединение впервые в городе Барановичи организовало и провело (совместно с Барановичским горисполкомом, Барановичским госуниверситетом) «Европейскую Неделю Мобильности» 
— В 2017 г. объединение участвует в реализации проекта CCB «От наблюдения за реками — к бассейновому управлению». 18 января 2017 г. в Международном образовательном центре имени Йоханнеса Рау прошел семинар по трансграничному управлению водными ресурсами в восточной части Балтийского бассейна. Большая часть докладов была посвящена бассейну реки Неман, который впадает в Балтийское море.
С 2018 года в партнерстве с Коалицией Чистая Балтика реализует Водную программу, направленную на изучение и охрану водных объектов бассейна Балтийского моря. Программа включает в себя и восстановление родников региона, которые являются важными истоками малых рек. 
В 2019 году начата реализация демонстрационной площадки технологий, направленных на снижение загрязнения бассейна Балтийского моря и устойчивое развитие.
С 2019 года объединением была инициирована кампания «Природа без фармацевтических отходов», направленная на организацию системы сбора у населения остатков лекарственных препаратов и их утилизацию [].
В 2019—2020 гг совместно с ОО «Ахова птушак Бацькаўшчыны» реализовывалась экологическая инициатива «Хомяк, суслик и белка-летяга: спасти супергрызунов!» проекта «Экомониторинг».
ЭКОО «Неруш» с ноября 2011 года является членом Товарищества «Зелёная сеть»
Участвует в реализации программы «Зеленый Дозор»